# Setge de Castelló d'Empúries (1653)
El setge de Castelló d'Empúries de 1653 fou una de les batalles de la guerra dels Segadors.

## Antecedents
Cap al 1650 el suport que inicialment s'havia donat al domini francès s'ensorrava mentre l'exèrcit espanyol, Francisco de Orozco, el marquès de Mortara, avançava una altra vegada des de Lleida i posava setge a Barcelona l'agost de 1651. El 1652 Barcelona, després de més d'un any de setge i l'entrada de la pesta, queia en mans de l'exèrcit de Felip IV comandat per Joan Josep d'Àustria. D'aquesta manera es posava fi al conflicte i les autoritats catalanes restaven novament sota l'obediència del rei castellà.
Acabat el conflicte de la Fronda, el 1653 el general francès Philippe de La Mothe-Houdancourt amb els catalans liderats per Josep Margarit i de Biure, un total de catorze mil homes i quatre mil cavalls entrava per el Pertús.

## El setge
El 16 de juny de 1653, 4.000 infants i 2.500 cavalls francesos, sota el comandament de Jacques de Rougé de Plessis-Belliére, entraven a Catalunya pel Coll del Pertús i es dirigiren a Castelló d'Empúries on es replegaren les tropes hispàniques. El 22 de juny la trinxera ja estava oberta i poc després s'ocupava la plaça.

## Conseqüències
A Castelló hi quedà de guarnició el regiment d'infanteria de Montpezat, i foren saquejades diverses esglésies, prengueren Figueres, i el 12 de juliol de 1653 es posava setge a Girona, que fou aixecat per Joan Josep d'Àustria, que recuperà tot l'Empordà tret de Roses.
Armand de Contí va dirigir una nova ofensiva en 1654 en la que recuperà l'Empordà tret de Castelló d'Empúries, el Conflent, Puigcerdà, Camprodon, Ripoll, Olot i Berga, i la vila de Castelló fou assetjada de nou en 1655 pels francesos.